# ザ・梅田タワー
ザ・梅田タワー（ザ・うめだタワー）は、大阪府大阪市北区鶴野町にある超高層マンションである。

## 概要
2003年に建設が開始され、2005年に竣工した。周辺の茶屋町付近では再開発により超高層ビルの建設が相次ぎ、風景の変化が見られる。地下1階に駐車場を設置している。

## 交通機関

### 鉄道
- JR大阪駅 徒歩11分
- 御堂筋線梅田駅 徒歩8分
- 大阪市高速電気軌道谷町線中崎町駅 徒歩8分
- 阪急電鉄梅田駅 徒歩4分

### 道路
- 新御堂筋

## 周辺施設
- 毎日放送本社
- 梅田ゲートタワー
- 梅田ロフト